# Santos Futebol Clube (Manaus)
O Santos Futebol Clube foi um clube de futebol brasileiro da cidade de Manaus, capital do estado do Amazonas. Suas cores eram o azul e branco.

## História
O Santos foi fundado por Eugênio Sicilli Ribeiro, um rico cidadão da cidade de Manaus. Torcedor do Santos Futebol Clube de São Paulo, ele decidiu criar um time com o mesmo nome, mas com outras cores para dar originalidade. Convidou alguns amigos para tal, e, no primeiro dia de maio de 1952, estava fundada a equipe.
O time, após criado, ficou parado quase o resto do ano todo, uma vez que o Campeonato Amazonense daquele ano já havia se iniciado. Somente em dezembro o time entrou em campo pela primeira vez; fez um jogo beneficente contra a seleção da cidade e empatou por 1 x 1.
No ano seguinte, entretanto, o clube trabalhou sério. Participou do Torneio Início e do Amazonense, além de um torneio amigável de pequena monta, e fez campanhas apenas razoáveis. Em 1954 e 1955, a mesma coisa. Cansado de presidir um time que não se destacava nem aumentava de torcida, Eugênio Ribeiro contratou para o time o atacante Fábio Andrade, conhecido no futebol local, e o técnico José Carlos Maranuá, famoso por fazer bons trabalhos em clubes do Centro-oeste.
As campanhas estaduais de 1956 foram melhores, mas ainda sem títulos. Entretanto, o time ingressou, naquele ano, num campeonato chamado Taça Magna de Manaus, que envolvia alguns clubes profissionais, mas a maioria era de amadores. O Santos foi campeão invicto, com Fábio na artilharia.
No ano seguinte, durante o Amazonense, que ia bem, iniciou-se a construção do Estádio Manoel Ribeiro (o pai de Eugênio), protagonizada pelo Santos. Era um campo de dimensões mínimas com arquibancadas para três mil pessoas. O Santos foi vice-campeão estadual e disputou a Taça já no Manoel Ribeiro, sendo de novo campeão.
Em 58, Eugênio Ribeiro trouxe alguns reforços que custaram uma quantia considerável; com um time de qualidade e entrosado com o técnico, finalmente a equipe foi campeã amazonense. As finanças do clube andavam doentes; Eugênio ainda quis distribuir "bichos" para os atletas, acabando com a conta bancária do Santos.
Para conter despesas, o clube decidiu não participar da Taça e não treinar durante todo o tempo. Parte dos atletas foi vendida. Em 1959, a equipe fez um Torneio Início ruim, mas Eugênio insistiu em colocá-la no Amazonense. No primeiro jogo, Fábio Andrade se lesionou e ficou de fora o resto da competição. Bastou isso para que a equipe fosse um fiasco, fazendo sua pior campanha na história.
Após o campeonato, Eugênio decidiu vender Fábio, e assim saldou o restante das dívidas. Entretanto, José Maranuá, que era outro sustentáculo do time, teve de viajar ao Mato Grosso para supostamente cuidar da mãe doente;  no entanto, semanas depois, Eugênio descobriu que a mãe de Maranuá morrera há tempos, e a história era um pretexto. Na verdade, o tecnico recebera uma excelente proposta de um time local e decidira sair do Santos sem despedidas. Quando contatado pela diretoria do Santos, não respondeu. O time amazonense havia perdido mais uma peça fundamental.
Sem as duas peças fundamentais, o time foi surrado de todas as maneiras em 60, nos estaduais. Eugênio desistiu de comandar a equipe e renunciou em favor de Eriberto Alvaréz. O novo presidente terminou de acabar com o time; vendeu o estádio e doou todo o dinheiro para uma instituição de caridade. Após péssimas campanhas seguidas, o clube não teve saída senão acabar.

## Títulos

### Estaduais
- Campeonato Amazonense: 1958.